# Tau dels Bessons
Tau dels Bessons (τ Geminorum) és un estel a la constel·lació dels Bessons de magnitud aparent +4,40 que s'hi troba a 302 anys llum del sistema solar. Encara que no té nom propi, al costat de θ Geminorum, ι Geminorum, ν Geminorum i φ Geminorum, era coneguda com Woo Chow Shih o Woo Choo How, «els Set Prínceps Feudals de la Xina». Forma un sistema binari amb una nana marró, descoberta el 2004.
Tau Geminorum és una gegant taronja de tipus espectral K2III amb una temperatura efectiva de 4.441 ± 19 K. El seu diàmetre angular estimat, 2,68 ± 0,23 mil·lisegons d'arc, permet avaluar el seu diàmetre, sent aquest 27 vegades més gran que el del Sol, cosa que equival a 0,13 ua. Gira lentament sobre si mateixa, amb una velocitat de rotació projectada de 3,0 km/s.
Tau Geminorum llueix amb una lluminositat 224 vegades major que la lluminositat solar i, encara que és difícil determinar la seva massa amb exactitud, aquesta pot ser d'aproximadament 2 masses solars. Presenta una metal·licitat —abundància relativa d'elements més pesats que l'heli— molt semblant a la solar ([Fe/H] = +0,02),

## Companya subestel·lar
El 2004 es va descobrir l'existència d'una nana marró, denominada Tau Geminorum b, en òrbita al voltant de Tau Geminorum. Té una massa mínima 18,1 vegades major que la massa de Júpiter i el seu període orbital és de 305 dies.